# Angyalok otthona
Az Angyalok otthona (Houses of the Holy) az Odaát című televíziós sorozat második évadjának tizenharmadik epizódja.

## Cselekmény
A Winchester fiúk újabb különös esetre figyelnek fel, így a  rhode islandi Providence felé veszik az irányt. Itt ugyanis egy lánnyal állítása szerint különös dolog történt: egy angyal jelent meg otthonában, aki gyilkolásra ösztönözte.
Sam ápolónak álcázza magát, így kikérdezi az immár elmegyógyintézetbe zárt Gloriát, aki elmondja, hogy az angyal szerint akit megölt, az rossz ember volt.
Dean gúnyolódása után az angyalokkal kapcsolatban, a fiúk meglátogatják a leszúrt áldozat lakását, melynek pincéjében halott emberek maradványaira bukkannak.
Aznap este újabb gyilkosság történik, a gyilkos szintén azt állítja, hogy egy angyal parancsára ölt. Deanék ennek az áldozatnak a lakását is felkutatják, így annak számítógépe segítségével megtudják, hogy a férfi pedofil volt. Dean összefüggést talál a két áldozat között, ugyanis egy templomba jártak.
A fiúk meglátogatják Isten házát, és megtudják Reynolds atyától, hogy ez egy nagyon veszélyes környék, még tiszteletes társát, Gregory atyát is megölték, csakhogy ellopják annak autóját. Dean biztosra veszi, hogy Gregory atya szelleme kísért -ráadásul Istenben, nemhogy az angyalokban nem hisz-, Sam azonban még mindig angyalnak hiszi a gyilkolásra ösztönző fényt.
Mikor a fivérek körülnéznek a templomban az elhunyt atya sírjánál, Sam lemarad, bátyja később a földön feküdve talál rá. A fiú elmondja, hogy neki is megjelent a fény, méghozzá egy angyal, aki felvilágosította arról, hogy Isten parancsára meg kell ölnie valakit.
Este mikor Winchesterék kijönnek egy boltból, Sam megpillant egy fiatal férfit, így el akar indulni, hogy -állítása szerint- megállítsa, Dean azonban visszatartja. Míg öccsét megbízza, hogy próbálja meg megidézni Gregory atya szellemét -így biztosan megtudják, hogy ő kísért-e, vagy nem-, ő maga a leendő áldozatot kezdi követni Impalájával, aki szintén autóval indul el. 
A fiatalember később felszed egy lányt, majd járgányában megpróbálja megerőszakolni. Dean ugyan közbelép, így a srác egyedül kezd menekülni kocsijával, ám Dean elől menekülve egy kereszteződésbe hajt, ahol néhány pillanattal később meghal: egy szállító autó hátuljáról ugyanis leesik egy vasrúd, és egyenesen a menekülő férfi autójába áll bele, átszakítva annak sofőre testét.
Ez idő alatt Sam elvégzi a szertartást Gregory sírjánál, ám Reynolds atya éppen belép, és felháborodik. Csakhogy váratlanul megjelenik a vakító fény, és előlép belőle Gregory atya. A férfi azt állítja, hogy egy angyal, és azért bízza meg az embereket a gyilkolással, hogy több rossz ember leendő tettét megakadályozza.
Sam és Reynolds atya meggyőzik Gregory-t, hogy mivel valaha ember volt, nem lehet angyal, hanem csak egy szellem, akinek volt tiszteletes létére nem szabadna ilyet tennie. Miután a szellem beleegyezett, Reynolds atya végleg nyugalomra helyezi volt társát, Samnek pedig elmúlik az érzése, hogy meg kell ölnie egy embert.
Sam és Dean később találkoznak, és Dean tudomásul veszi, hogy valóban egy szellem állt a háttérben, ám a fiú megjegyzi: nem tudja, hogyan, ám a kereszteződésben történt haláleset szerinte nem csupán véletlen baleset volt…

## Természetfeletti lények

### Szellem
A szellem egy olyan elhunyt ember lelke, ki különös halált halt, és lelke azóta az élők közt kísért, általában egy olyan helyen, mely fontos volt az illetőnek földi életében. Szellemekből sok van: kopogószellem, bosszúálló szellem, vagy olyan szellem, mely figyelmezteti az embereket egy közelgő veszélyre.

### Gregory atya szelleme
Gregory atya a rhode islandi Providence városának volt egyik tisztelesese Reynolds atyával együtt. A templom zűrös környéken volt, Gregory-t pedig egy estén egy rabló megölte, csakhogy elvihesse annak autóját.
Gregory azonban a túlvilágon azt gondolta, angyal lett belőle, és visszatér az élőkhöz, hogy néhányukat rávegye, öljenek meg rossz embereket: a szellem fénylő formában jelent meg nekik, és valamiféle módon meggyőzte őket, hogy egy bizonyos jelet látva, végezzenek az általa kijelölt emberrel.
Mikor később Gregory rájött, hogy nem angyal, csupán csak egy szellem, volt társa, Reynolds atya segítségével végleg a túlvilágra tért, hogy békében nyugodhasson.

## Időpontok és helyszínek
- 2007. január vagy február – Providence, Rhode Island

## Zenék
- Jamie Dunlap – Down On Love
- Bob Dylan – Knockin' On Heaven's Door